# Medidores de figura de ruido
Los medidores de figura de ruido son unos equipos electrónicos diseñados para medir la figura de ruido de un dispositivo bajo prueba. Necesitan un generador de ruido para montar el circuito de prueba.
Basan el cálculo de la figura de ruido en el factor Y, que es el cociente del resultado de la potencia a la salida del dispositivo prueba con el generador de ruido a su entrada o sin él.
Los medidores de figura de ruido (del inglés noise figura, por lo que algunos lo traducen como "figura de ruido"), son equipos electrónicos diseñados para medir la cifra de ruido de un amplificador, mezclador u otro dispositivo similar. Necesitan un generador de ruido para montar el circuito de prueba. Basan el cálculo de la cifra de ruido en el factor Y, que es el cociente del resultado de la potencia a la salida del dispositivo prueba con el generador de ruido a su entrada o sin él.